# 上原まり
上原 まり（うえはら まり、本名：柴田 洋子、1947年5月23日 - 2018年8月29日）は、筑前琵琶演奏家、元宝塚歌劇団花組トップ娘役。
兵庫県神戸市、神戸市立湊川高等学校出身。公称身長157センチ、血液型A型。愛称ヨーコちゃん。

## 来歴・人物
筑前琵琶旭会総師範柴田旭堂の一人娘として生まれる。高校一年時に東京新聞主催邦楽コンクール琵琶部門で3位入賞。「柴田旭艶」の名を持つ。
1966年、宝塚音楽学校入学。第54期生。同期に順みつき、尚すみれらがいる。
1968年に宝塚歌劇団に入団。芸名は「姓は女優・上原美佐、名は幼少より親しかった友人にちなんで」命名した。花組公演『マイ・アイドル』で初舞台を踏む。入団時の成績は59人中27位。
1969年7月7日に花組配属。甲にしき、榛名由梨、安奈淳、松あきらの相手役を務める。
1979年3月25日に専科へ移籍。各組公演に特別出演するようになる。
代表作には『ベルサイユのばら』のマリー・アントワネット、『新源氏物語』の藤壺など。
1981年4月30日付で、月組公演『新源氏物語』の藤壺役を最後に退団。その後は筑前琵琶の語り手として活躍。
琵琶語りの代表作としては、『平家物語』、小泉八雲の『雪女』『耳なし芳一』、また瀬戸内寂聴現代語訳・水原央構成による『源氏物語』シリーズがある。
宝塚歌劇団との関わりも現役時代ほどではないが続けていた。OGイベントには幾度となく出演したほか、1992年月組バウホール公演『高照らす日の皇子』（作・演出：谷正純、主演：天海祐希）の琵琶演奏も担当。
さらに2007年、松竹からの要請でOSK日本歌劇団の52年ぶりになる京都南座公演『レビュー in KYOTO 〜 源氏千年夢絵巻』に紫式部役で特別出演。引き続き翌2008年の『レビュー in KYOTO Ⅱ〜 輪舞曲薫と浮舟』にも紫式部役で特別出演した。
2018年8月29日、死去。71歳没。

## 宝塚時代の舞台出演
※『歌劇』1981年4月号（宝塚歌劇団）のpp.90-91を参考資料にした。

### 初舞台・組廻り
- 『マイ・アイドル』（花組）（1968年4月）＊初舞台
- 『シルクロード』新人公演：メルバ（星組）（1969年4月）

### 花組時代
- 『扇源氏』新人公演：きらら（本役：八汐みちる）（1970年11月）
- 『花は散る散る』新人公演：若紫（本役：竹生沙由里）（1971年4月）
- 『人魚姫』人魚ルル（1971年8月）
- 『小さな花がひらいた』おりつ（1971年11月）
- 『哀愁のナイル』新人公演：ネフェルト（本役：薫邦子）（東京、1972年7月）
- 『炎の天草灘』菊（1972年9月）
- 『新・花かげろう』若狭（1973年5月）
- 『この恋は雲の涯まで』チャレンカ（1973年8月）
- 『この恋は雲の涯まで』新人公演：静御前（本役：大原ますみ）（東京、1973年11月）
- 『花のお嬢吉三』おとせ（1974年1月）
- 『虞美人』呂妃（1974年5月）
- 『海と太陽とファド』西之表花子（1974年10月）
- 『夢みる恋人たち』フロレアナ（1975年3月）
- 『ベルサイユのばら』マリー・アントワネット（1975年7月 - 8月）
- 『あかねさす紫の花』額田女王（1976年2月 - 3月）
- 『うつしよ紅葉』濃姫／『ノバ・ボサ・ノバ』マダム・ガート（1976年8月 - 9月）
- 『ル・ピエロ』クネコンダ（1977年1月 - 2月）
- 『宝舞抄』深雪（1977年8月 - 9月）
- 『風と共に去りぬ』メラニー（1978年2月 - 3月）
- 『ホフマン物語』アントニア（宝塚バウホール、1978年4月）
- 『ヴェロニック』アガート（宝塚バウホール、1978年9月）
- 『遙かなるドナウ』エリザベート（1978年10月 - 11月）

### 専科時代
- 『花影記』幸／『紅はこべ』キャサリン（花組）（1979年4月 - 5月）
- 『朝霧に消えた人』お縫（雪組）（1979年8月 - 9月）
- 『顔世御前』（帝国劇場公演、1980年3月）
- 『響け!わが歌』小笹（星組）（1980年8月 - 9月）
- 『新源氏物語』藤壺（月組）（1981年1月 - 2月）

## 宝塚時代の受賞歴
※『歌劇』1981年4月号（宝塚歌劇団）のpp.90-91を参考資料にした。
努力賞
- 1971年11月『小さな花がひらいた』
- 1973年8月『この恋は雲の涯まで』
- 1974年1月『花のお嬢吉三』
- 1975年3月『夢みる恋人たち』

演技賞
- 1976年2月 - 3月『あかねさす紫の花』

## 著書
- 『平家物語の旅』六興出版 1985
- 『わたしの平家物語』高文研 1985
- 『平家巡礼』光文社 2004 知恵の森文庫、2011
- 『琵琶に魅せられて 夢幻・愛の響き』春秋社 2007